# Pematang Nebak
Pematang Nebak is een bestuurslaag in het regentschap Tanggamus van de provincie Lampung, Indonesië. Pematang Nebak telt 1749 inwoners (volkstelling 2010).